# Chiesa dei Santi Giovanni Battista e Provino

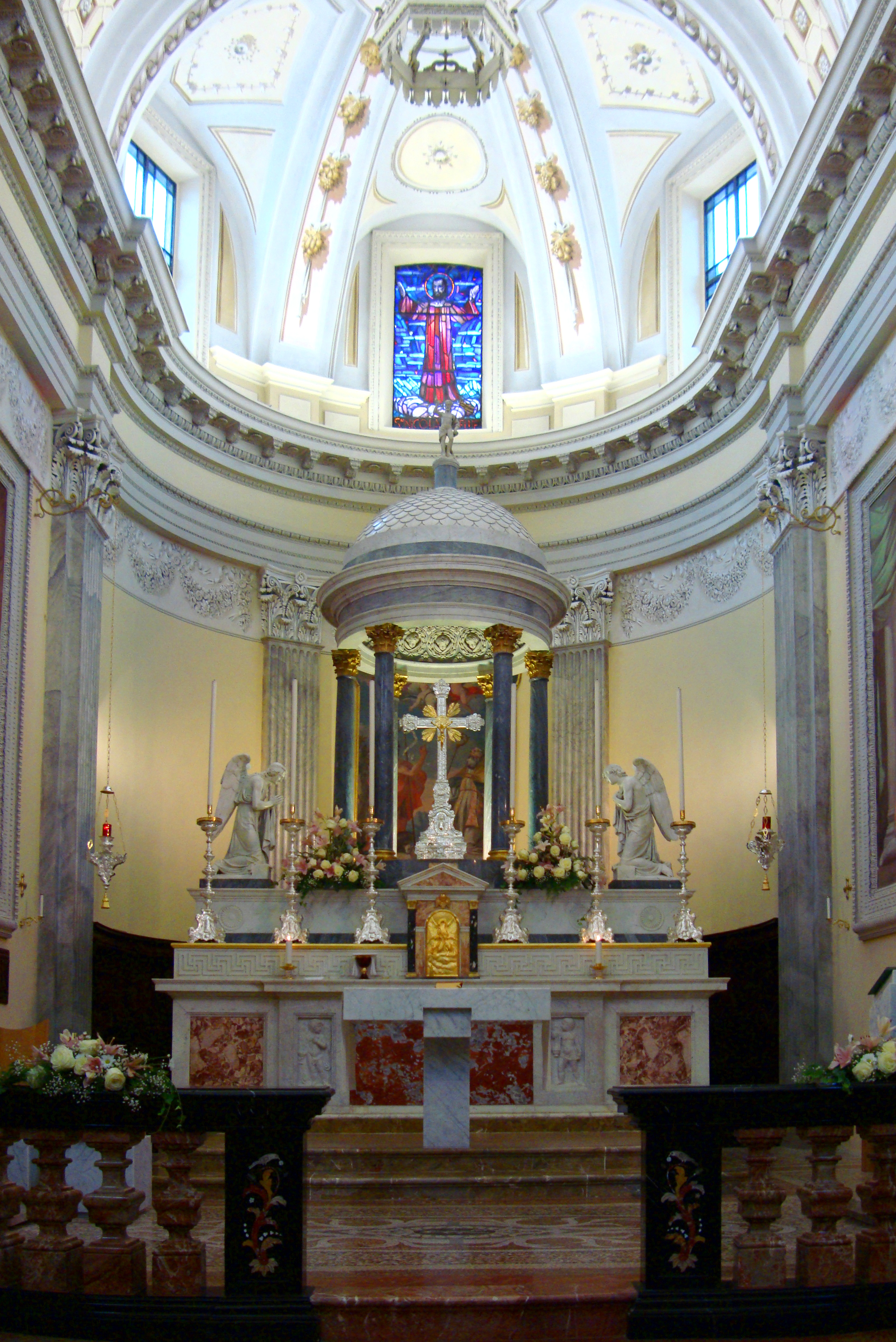
Abside e altare maggiore

La chiesa dei Santi Giovanni Battista e Provino è il principale luogo di culto cattolico di Agno, in Canton Ticino, per secoli sede delle pieve di Agno.

## Storia
La costruzione viene citata per la prima volta in documenti storici risalenti al 735, anche se venne successivamente sostanzialmente rimaneggiata. Tra il 1760 e il 1780 l'originario edificio a tre navate venne sostituito da una nuova costruzione progettata da Antonio Boffa . La consacrazione avvenne nel 1829. Alla fine dell'Ottocento risale l'attuale facciata.

## Descrizione
La chiesa è stata eretta su disegno a pianta centrale, sovrastata da una cupola e con due cappelle per lato; il coro ha una copertura a semicupola. L'interno è ornato da affreschi risalenti al XVIII secolo eseguiti da Giovanni Battista Brenni.
Sulla cantoria in controfacciata si trova l'organo a canne Mascioni opus 379, costruito nel  1926 e restaurato dalla ditta costruttrice nel 2009. Lo strumento, la cui consolle ha due tastiere di 58 note e una pedaliera di 27, è a trasmissione elettropneumatica.